# Bokholt-Hanredder
Bokholt-Hanredder è un comune di 1 327 abitanti dello Schleswig-Holstein, in Germania.
Appartiene al circondario (Kreis) di Pinneberg (targa PI) ed è parte della comunità amministrativa (Amt) di Rantzau.